# Lepiota
Lepiota (Pers.) Gray, 1821 è un genere di funghi appartenente all'ordine Agaricales.

## Etimologia
Dal greco lepís (λεπίς) = squama e oús, otós (οὖς, ωτός) = orecchio, ovvero orecchio squamoso.

## Descrizione
Cappello
Solitamente presenta squame di colore marrone.
Lamelle
Fitte, libere o distanti, bianche, raramente colorate.
Gambo
Slanciato. In genere possiede l'Anello, persistente o labile.

### Note

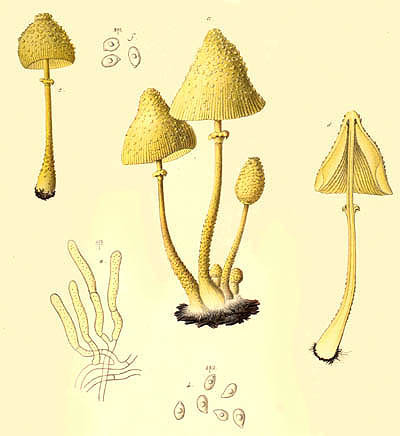
Lepiota lutea - Icones mycologicae (1901), Emile Boudier

## Commestibilità delle specie
Tutte le specie sono da considerarsi tossiche, in generale sono da evitare assolutamente le Lepiota di piccole dimensioni. Lepiota helveola, Lepiota cristata e altre specie possono risultare mortali.

## Specie

### Specie diLepiota
La specie tipo per i Lepiota è Lepiota cristata (Scop.) Gray (1821), altre specie sono:

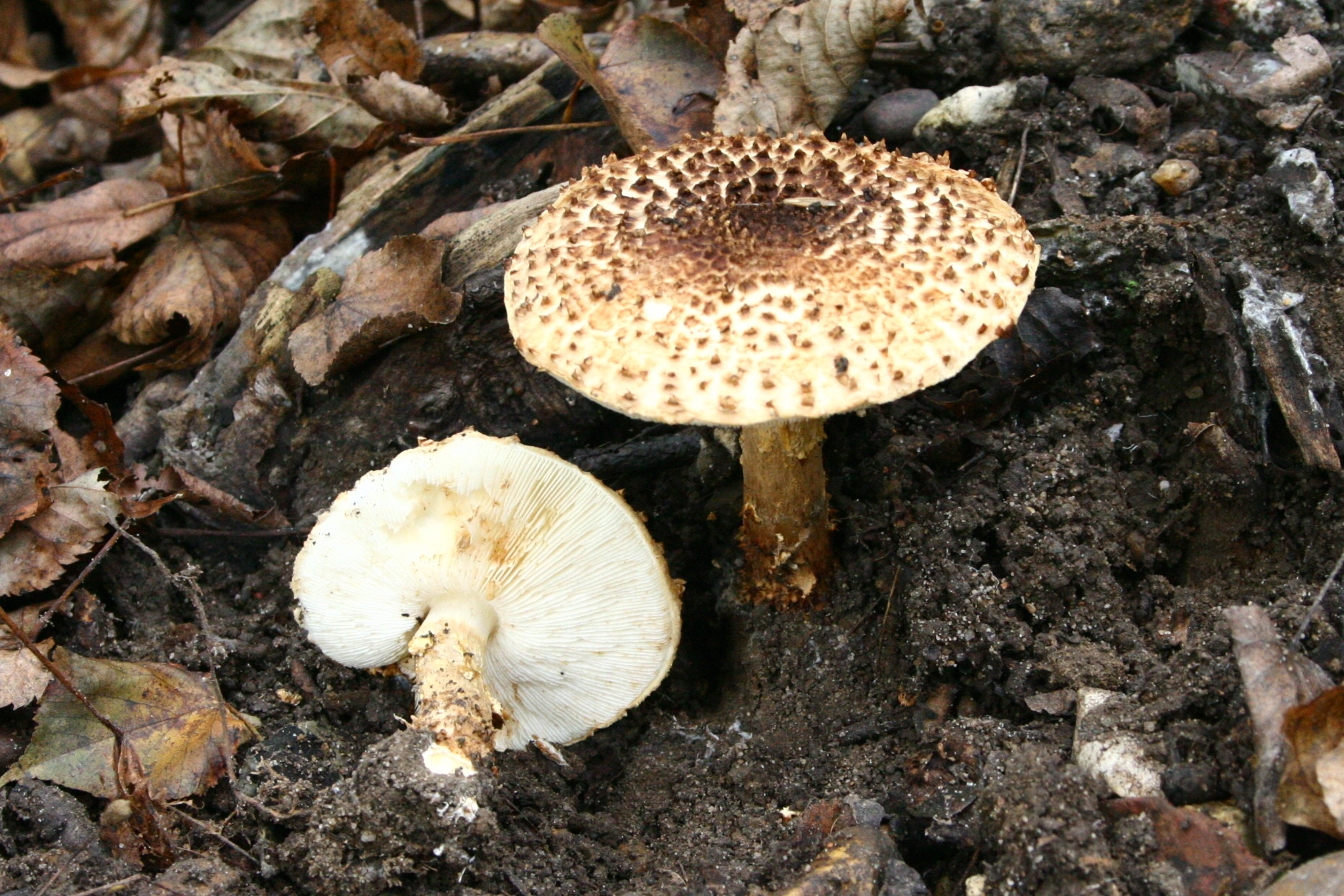
Lepiota aspera
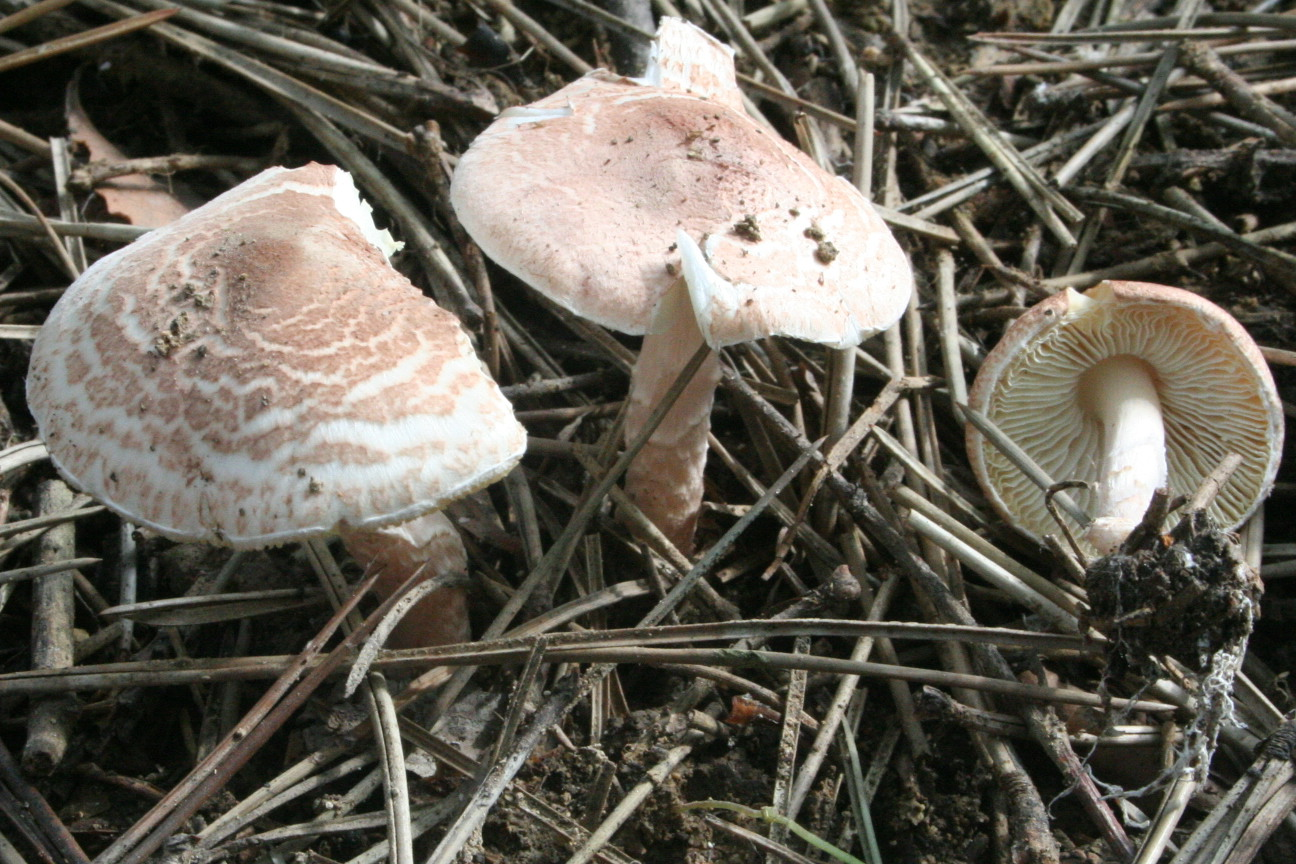
Lepiota brunneoincarnata

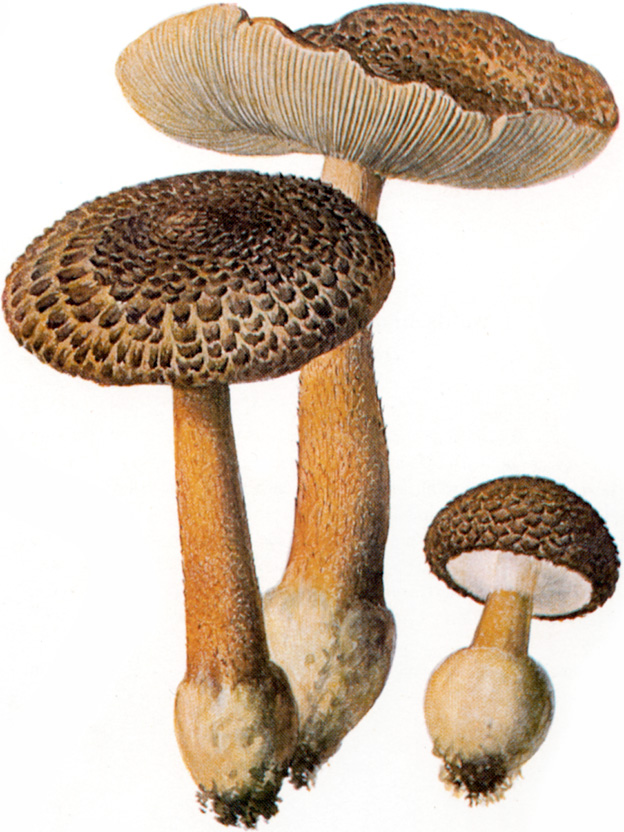
Illustrazione di Lepiota aspera

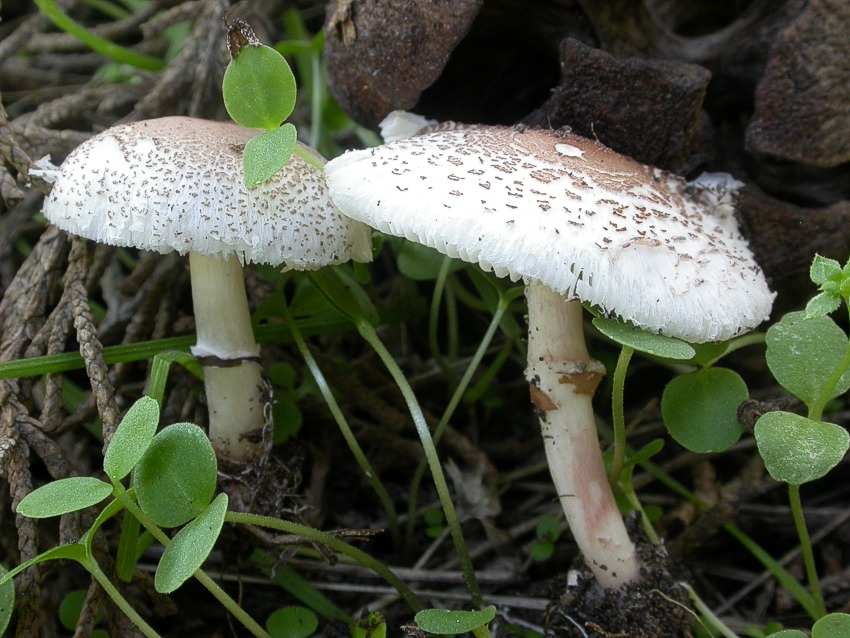
Lepiota clypeolaria
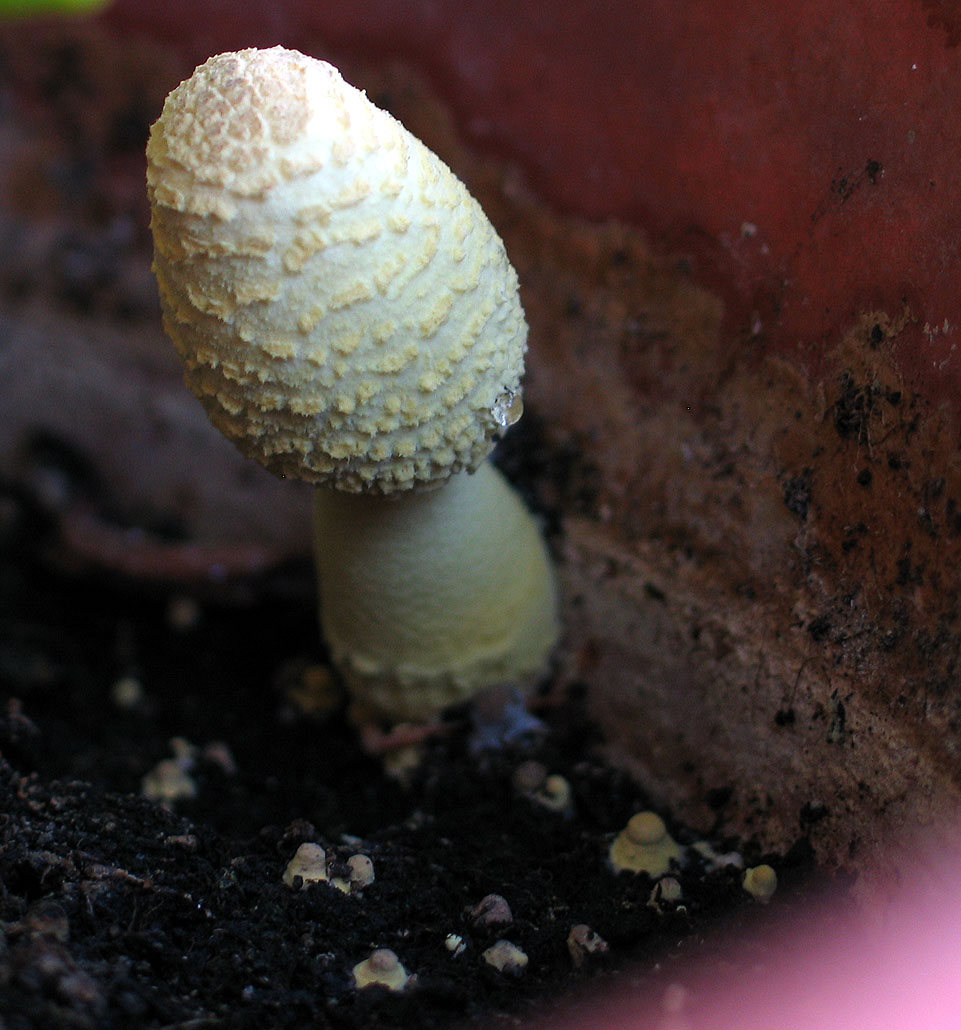
Lepiota lutea

- Lepiota helveola
- Lepiota lutea
- Lepiota ignivolvata
- Lepiota lilacea
- Lepiota subincarnata

 = velenoso,   = mortale,   = non commestibile

## Sinonimi e binomi obsoleti
- Lepiotula (Maire) Locq. ex E. Horak, Beiträge zur Kryptogamenflora der Schweiz., Matériaux pour la Flore Cryptogamique Suisse 13: 337 (1968).
- Agaricus sect. Lepiota Pers., Tent. disp. meth. fung. (Lipsiae): 68 (1797)
- Cystolepiota subgen. Echinoderma Locq. ex Bon, Docums Mycol. 43: 23 (1981)
- Echinoderma (Locq. ex Bon) Bon, Docums Mycol. 21(no. 82): 61 (1991)
- Fusispora Fayod, Annls Sci. Nat., Bot., sér. 7 9: 351 (1889)
- Lepidotus Clem., (1902)
- Lepiota subgen. Lepiotula Maire, Treb. Mus. Ciènc. nat. Barcelona, sér. bot. 15(no. 2): 82 (1933)
- Morobia E. Horak, Beih. Sydowia 8: 205 (1979)

## Galleria d'immagini

### Lepiota
- Lepiota aspera
- Lepiota brunneoincarnata
- Lepiota lilacea
- Lepiota lutea